# 劉文雋
劉文雋，直隸省大名府濬縣（今河南省濬縣）人，清朝政治人物、進士出身。

## 生平
明崇禎十二年（1639年）舉己卯科順天府鄉試。清順治三年，登進士，授湖廣襄陽府推官。順治十一年，任吏科給事中。順治十二年，任兵科右給事中。順治十五年，改福建按察使司副使、清軍驛傳道。